# Jules Basdevant
Jules Basdevant (* 15. April 1877 in Anost, Département Saône-et-Loire; † 17. März 1968 ebenda) war ein französischer Jurist und Professor für internationales Recht an der Universität Paris. Von 1946 bis 1964 wirkte er als Richter am Internationalen Gerichtshof in Den Haag. Während dieser Zeit war er von 1949 bis 1952 Präsident des Gerichts.

## Leben

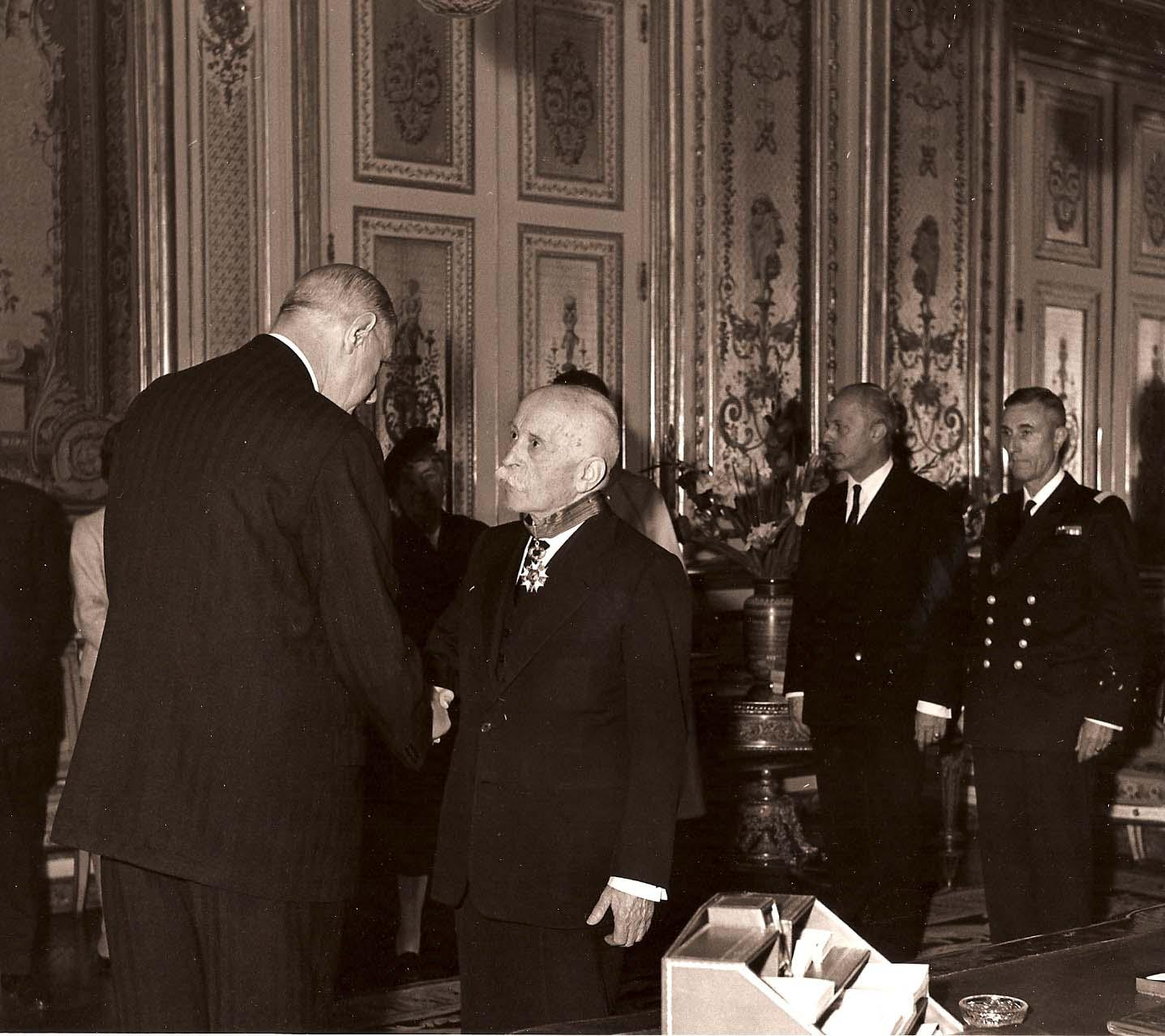
Jules Basdevant zusammen mit Charles de Gaulle bei der Aufnahme in die Ehrenlegion, 1964

Jules Basdevant wurde 1877 in Anost geboren und absolviert ein Studium der Rechtswissenschaften, das er 1901 an der Universität von Paris mit dem Doktorat abschloss. Dort unterrichtete er ab Februar 1903 auch als Agrégé, bevor er von 1903 bis 1907 an der Universität in Rennes tätig war. Anschließend wechselte er an die Universität Grenoble, an der er Professor wurde und bis 1918 tätig war. Im gleichen Jahr ging er zurück nach Paris, wo er ab 1922 eine Professur für internationales Recht innehatte. Darüber hinaus unterrichtete er 1936 an der Haager Akademie für Völkerrecht. Von 1930 bis 1941 war er Rechtsberater des französischen Außenministeriums. Im Jahr 1946 wurde er zum Richter an den neu gegründeten Internationalen Gerichtshof (IGH) gewählt, an dem er bis 1964 wirkte. Während dieser Zeit war er von 1946 bis 1949 Vizepräsident und anschließend bis 1952 der zweite Präsident in der Geschichte des Gerichts.
Jules Basdevant war verheiratet und Vater von fünf Söhnen und zwei Töchtern. Er starb 1968 in seiner Heimatstadt. Seine Tochter Suzanne Basdevant, die älteste unter seinen sieben Kindern, bestand 1932 die Prüfung für die Lehrbefugnis im Fach Öffentliches Recht und wurde die erste Frau in Frankreich mit einer Professur an einer juristischen Fakultät sowie 1971 die erste Frau, die als ordentliches Mitglied in die Académie des sciences morales et politiques aufgenommen wurde. Ihr Mann Paul Bastid war während des Zweiten Weltkrieges Mitglied des Conseil National de la Résistance, dem leitenden Organ des französischen Widerstandes während der deutschen Besetzung des Landes, und wirkte vor und nach dem Krieg als Parlamentsabgeordneter.

## Rechtsphilosophische Ansichten
Jules Basdevant galt als Experte im Bereich des Vertragsrechts und in rechtsphilosophischer Hinsicht als Positivist, der naturrechtliche Erwägungen ablehnte. Er sah das internationale Rechtssystem allerdings weniger in einer dominierenden als vielmehr in einer koordinierenden Rolle im Rahmen der Weltordnung, in der die Stärke des Rechts aus seiner Respektierung resultieren würde. Seine Sichtweise galt dementsprechend als formalistisch und pragmatisch.

## Auszeichnungen
Jules Basdevant war ab 1921 Mitglied des Institut de Droit international und wurde 1944 in die Académie des sciences morales et politiques aufgenommen. Im Dezember 1945 wurde er assoziiertes Mitglied der Königlichen Akademie der Wissenschaften und Schönen Künste von Belgien. Darüber hinaus gehörte er ab 1946 als Ehrenmitglied der Amerikanischen Gesellschaft für internationales Recht und ab 1964 der französischen Ehrenlegion an. In der Stadt Autun ist eine Straße nach ihm benannt.

## Werke (Auswahl)
- Les déportations du Nord de la France et de la Belgique en vue du Travail forcé et le Droit international. Paris 1917
- Traités et conventions en vigeur entre la France et les puissances étrangères. Paris 1918–1922
- De la responsabilité internationale des états à raison de crimes ou de délits commis sur leur territoire au préjudice d’étrangers. Paris 1930
- Les affaires étrangères. Paris 1959